# GIPP
Die GIPP (russisch Гильдия издателей периодической печати (Gildija isdatelei perioditscheskoi petschati); deutsch Gilde der Verleger periodischer Presse) ist eine Vereinigung russischer Zeitungsverleger.
Sie hat ihren Sitz in Moskau und wurde 1998 gegründet. Derzeit sind 370 Unternehmen Mitglied der Gilde, sie geben zusammen über 2000 periodisch erscheinende Druckerzeugnisse heraus. Der Vereinigung gehören die führenden Tages- und Wochenzeitungen Russlands an. Eigenen Angaben zufolge halten die Mitglieder der GIPP schätzungsweise 80 % des russischen Zeitungs- und Zeitschriftenmarktes. Die GIPP vertritt die Interessen russischer Zeitungsverlage gegenüber föderalen und kommunalen staatlichen Institutionen. Präsident der GIPP ist Alexander Nikolajewitsch Gorbenko, Generaldirektor des Staatsverlages Rossijskaja gaseta (russisch: ФГУ «Российская газета»). Geschäftsführende Präsidentin ist Julija Georgijewna Kasakowa.

## Mitgliedschaften
Die GIPP ist Mitglied in der World Association of Newspapers.